# Моузинью де Албукерке, Жуакин Аугушту
Жуакин Аугушту Моузинью де Албукерке (порт. Joaquim Augusto Mouzinho de Albuquerque; 11 ноября 1855, Баталья — 8 января 1902, Лиссабон) — португальский военный и политик, офицер кавалерии, активный участник колониальной экспансии, в 1896—1898 годах — генерал-губернатор Португальской Восточной Африки. Командовал подавлением антиколониального восстания. Выступал за установление военной диктатуры в Португалии. Покончил жизнь самоубийством. В период Нового государства считался национальным героем.

## Происхождение. Начало службы
Родился в знатной дворянской семье. Потомственный военный. Луиш да Силва Моузинью де Албукерке — дед Жуакина Аугушту Моузинью — был крупным политиком и военным, занимал министерские посты, участвовал в гражданской войне на стороне либералов. Жозе Диогу Машсареньяш Моузинью де Албукерке — отец Жуакина Аугушту Моузинью — был известным военным инженером. Жуакин Аугушту воспитывался в духе монархизма и традиций военной аристократии.
Окончил Политехническую школу и Лиссабонское военное училище. В 1878 году поступил на службу в 4-й кавалерийский полк. В 1884 году получил звание лейтенанта. Окончил также Коимбрский университет по курсу математики и философии. Два года преподавал в военном училище.
В 1886 году Жуакин Аугушту Моузинью был направлен в Португальскую Индию. Служил в железнодорожной администрации. С 1888 года — секретарь колониального правительства. В 1890 году переведён в Португальскую Восточную Африку (Мозамбик) и в звании капитана назначен губернатором Лоренсу-Маркеша. Спустя два года Моузинью вернулся в Лиссабон.

## Война в Мозамбике
В 1894 году Жуакин Аугушту Моузинью в звании подполковника был направлен в Португальскую Восточную Африку на подавление антиколониального восстания Гунгуньяны на юге Мозамбика. Командовал уланским эскадроном, являлся военным губернатором провинции Газа.
Несмотря на тяжёлые для европейцев климатические условия Юга Африки, войска под командованием Моузинью действовали весьма энергично. 11 ноября 1895 года была сожжена резиденция Гунгуньяны. 28 декабря 1895 года Моузинью со своим отрядом взял в плен Гунгуньяну.

Жоаким Моузинью ди Албукерки с тремя десятками солдат окружил вождя восстания Гунгуньяну с сотней телохранителей. И сделал то, что никогда бы не пришло в голову его британскому, французскому или голландскому коллеге. Он обнажил саблю и произнёс: «Вы мой пленник… Но я не стану заковывать вас. Если вы желаете сопротивляться, возьмите копьё или палицу, — я к вашим услугам, а мои люди вмешиваться не станут».

Была также захвачена богатая добыча в виде золота, алмазов, слоновой кости.
21 мая 1896 года майор Жуакин Аугушту Моузинью был назначен генерал-губернатором Мозамбика. 27 ноября 1896 года он сменил Антониу Энеша на посту королевского комиссара. В 1897 году под его командованием были одержаны победы в нескольких крупных сражениях, восстание практически подавлено.
Военные успехи, особенно пленение Гунгуньяны, сделали имя Моузинью широко известным в мире. Особенным престижем он пользовался в Португалии. Пресса и общественное мнение ставили его в один ряд с героями Лузитании прежних веков.
В конце 1897 года он триумфально прибыл в Португалию для переговоров о правительственном кредите на экономическое развитие Мозамбика. После этого посетил Великобританию, Францию и Германию, выступил с серией лекций. Моузинью строил планы создания в Мозамбике прочной административно-экономической системы, способной конкурировать с другими колониальными державами и обеспечивать метрополии стабильный доход и политический престиж.
В апреле 1898 года Моузинью вернулся в Мозамбик. Спустя три месяца правительство одобрило запрошенный им кредит. Но одновременно Моузинью был отстранён от занимаемых должностей — правительственные чиновники были обеспокоены его активностью и претензиями на самостоятельность. Вскоре он вернулся в Португалию.

## Политическая позиция. Самоубийство
Жуакин Аугушту Моузинью был включён в королевский совет, назначен главным офицером королевского дома и воспитателем наследного принца Луиша Фелипе. В 1901 году ему было присвоено звание подполковника.
В придворных кругах завязались интриги против Моузинью. Его обвиняли в жестокостях, совершённых в Африке, распространяли беспочвенные слухи о его отношениях с супругой короля Амелией Орлеанской. Однако он сохранял высокий авторитет и массовую популярность.
Моузинью стал одним из лидеров и персональным символом поколения 1895 года — группы португальских военных и политиков, выступавших за максимальное ужесточение колониальных порядков и колониальной эксплуатации, за использование португальских колоний как ресурсной базы для развития метрополии. Ведущим идеологом этого течения являлся Антониу Энеш. При этом Моузинью, в отличие от либерала Энеша, был сторонником жёсткого военно-монархического режима в самой Португалии.

Для того чтобы колонии вновь начали приносить доходы, надлежало установить в Африке режим железной диктатуры. Деятели «поколения» были не прочь покончить с либерализмом и в метрополии… В 1900 году «герой мозамбикской кампании» Моузинью предложил королю Карлушу I распустить парламент и установить военную диктатуру. После отказа короля Моузинью покончил жизнь самоубийством.— 
Гибель Моузинью 8 января 1902 года породила различные версии. Однако предположения об убийстве ничем не подтверждены. Большинство исследователей считают, что он покончил с собой в состоянии аффекта по политическим причинам.
Биографы Моузинью характеризуют его мировоззрение как глубоко пессимистичное. Величие Португалии, на его взгляд, осталось в минувших веках, настоящее вызывало недовольство, будущее — тревогу. Отмечается негодование, с которым Моузинью относился к нравам современной ему португальской элиты, его возмущение коррупцией и интриганством.

## Образ и память
В период Нового государства Жуакин Аугушту Моузинью почитался как национальный герой Португалии. Его деятельность рассматривалась как пример служения нации и воплощения в жизнь принципов лузотропикализма. Особенно культивировался образ Моузинью в армейской кавалерии, он считался «покровителем» этого род войск. «Светский культ» Моузинью — «солдата, патриота, традиционалиста» — являлся важным элементом идеологии и пропаганды салазаризма. В выступлениях Марселу Каэтану Моузинью представлялся непосредственным политическим предшественником салазаровского режима.
Памятники Моузинью были поставлены в Лиссабоне, Баталье, Лоренсу-Маркеше. Его именем названы улицы и площади нескольких португальских городов. В 1940 году была выпущена купюра достоинством в 20 эскудо с портретом Моузинью.
Жуакин Аугушту Моузинью был удостоен ряда наград Португалии и других европейских стран. Он был автором нескольких сочинений по военно-политической тематике, особенно очерков о войне в Мозамбике.

## Семейная жизнь
Жуакин Аугушту Моузинью был женат на своей кузине Марии Жозе ди Машсареньяш ди Мендонса Гальван. Вдова пережила мужа почти на полвека, скончалась в 1950 году.